# 東京料金所
東京料金所（とうきょうりょうきんじょ）は、神奈川県川崎市宮前区に所在する東名高速道路の本線料金所である。構内には向ヶ丘バスストップ（むかいがおかバスストップ）が併設されている。同停留所についても本項で記す。

## 概要
東京インターチェンジ (IC) 付近にある「用賀料金所」（TB・首都高速3号渋谷線）とは全く別の物である。東名高速から首都高速道路を利用して都心方面に向かう場合は、当料金所でこれまでの料金を支払い、用賀TBでは現金車のみ首都高速の料金を支払う（ETC車は入口通信を行う）。
帰省ラッシュなどで混雑することが多いが、近年ではETCの普及に伴い減少している。下り方向（静岡・名古屋方面）約1 km先に次の東名川崎ICがあり、当料金所出口付近に東名川崎ICの出口予告標識がある。
構内には向ヶ丘バスストップの他、神奈川県警察高速道路交通警察隊本部及びNEXCO中日本東京支社の川崎道路管制センター、コミュニケーション・プラザ川崎が置かれている。
高速道路ナンバリング標識が2017年（平成29年）3月1日に神奈川県で初めて導入された。
尚、当TBの名称には「東京」が付いているが、実際の所在地は神奈川県である。

## 道路
- E1 東名高速道路

## 料金所
ブース数：16

### 東京（世田谷）方面
- ブース数：9
  - ETC専用：6
  - 一般：2
  - 閉鎖：1

### 静岡・名古屋方面
- ブース数：7
  - ETC専用：4
  - 一般：2
  - 閉鎖：1

静岡方面では通行券を受け取り、首都高速道路方面ではこれまでの料金を支払う。（ETCはノンストップで通行可能）

## 向ヶ丘バスストップ
料金所の名古屋寄りに設置されたバスストップ。バス事業者では東名向ヶ丘（とうめいむかいがおか）という名称で案内している。
「向ヶ丘」の名は、当停留所が設置された当時の地名が大字向ヶ丘（むかいがおか）であったことによる。だが、1927年～2002年に存在していた遊園地「向ヶ丘遊園」（むこうがおかゆうえん）および、その最寄り駅だった小田急小田原線の向ヶ丘遊園駅の影響もあり、現在は後者の読み方がより定着しており、「むかいがおか」の読み方は一部で使われるのみとなっている。詳しくは向ヶ丘 (川崎市)#地名の由来を参照。
上下線とも小規模ながらトイレが設置されている。

### 停車路線
- 小田急ハイウェイバス（新宿 - 御殿場 - 箱根）
- 東名ハイウェイバス（東京 - 御殿場 - 静岡・浜松）の急行便と特急便
- 夜行高速バス グランドリーム号、青春エコドリーム号など（三宮・大阪・京都 - 東京・新木場）（※降車のみ）

### 周辺の一般路線停留所
- 北側：川崎市バス、東急バス「東名向丘入口」（とうめいむかいがおかいりぐち）停留所（徒歩約3分、バス停に案内図あり）[3]
  - なお、東急田園都市線宮前平駅へは東名向丘入口停留所からバスで15分程度である。
- 南側：東急バス「グリーンハイツ西」停留所（徒歩約5分）

## 0時待ち問題
2008年以降、ETCによる時間帯別割引が開始されてから、東京料金所直前の上りのBS付近に割引時間開始待ちの車両が不法駐車するケースが目立っており、路線バスがBSに入れない状況などが出てきている。この為、東名においては本料金所限定で深夜割引適用開始時間（ゲート通過時間）を通常の午前0時から1時間繰り上げるなどの措置が取られていたが、2014年4月1日以降は深夜割引制度の見直し等により再び午前0時以降の適用となっている。近年トラックの運送ドライバーがこの割引を受けるために時間調整をする点で、それにより主に港北PAや海老名SAが時間調整するクルマで混雑して、特に大型車の駐車マス不足が全国で顕在化、溢れたクルマが本線上などで滞留することになるなど、「割引により逆にドライバーの負担となる不経済が生じているため、割引を見直すべき」といった意見が部会で出されている。問題の解決策として国土交通省道路局は案を打ち出している。

## 隣
E1 東名高速道路
(1) 東京IC  - 東京TB/向ヶ丘BS - (3) 東名川崎IC